# 矢吹りこ
矢吹 りこ（やぶき りこ、1991年4月14日 - ）は、日本のAV女優。
所属：プライムエージェンシー
趣味：車を見ること・釣り
特技：いっこく堂のモノマネ・少女マンガを描くこと

## 略歴
- 2009年にAVデビューした白ギャル系AV女優。矢吹りこ名義の他山吹りこ、RIKOとしても名乗っている。

## 作品

### アダルトビデオ
2009年
- Can College SP （9月1日、プレステージ）
- ギャルズトーク SP　（10月9日、プレステージ）
- girls GRAPHICA なんでもイイナリ素人娘 ＃01（11月20日、ラストラス）
- kira☆kira STREET GAL 街で見かけた超カワイイGALと中出しドライブ （12月19日、kira☆kira）※RIKO名義

2010年
- 街角素人女子大生 ～池袋で見つけた女子大生3人組と乱交パーティ～（1月1日、EROS HEARTS）
- 制服女子校生中出しcollection 04（2月1日、EROS HEARTS）
- ローリングフェラチオMASTER Vol.2（3月19日、kira☆kira）※総集編
- 初脱ぎ生素人10人（11月12日、メディアバンク）山吹りこ、他10名

2011年
- 素人東京ガールズコレクション初撮り003 スカウト流出（8月15日、プラム）矢吹りこ、他10名
- 美少女1泊2日中出し温泉旅行（11月22日、プレステージ）矢吹りこ、栗林里莉、宮下リカ、荒木ありさ（月島うさぎ）

### イメージビデオ
2009年
- ゲキ着！IDOL （8月6日、グラマラスキャンディ）※山吹りこ名義
- ギリグラ！！ 桃色領域 （9月10日、グラッツコーポレーション）※山吹りこ名義
- NO MOSAIC りこ （12月5日、グラマラスキャンディ）※山吹りこ名義